# Amt Schwansen

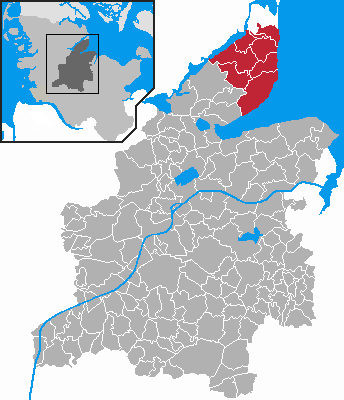
Lage des ehem. Amtes Schwansen im Kreis Rendsburg-Eckernförde

Wappen des ehem. Amtes Schwansen

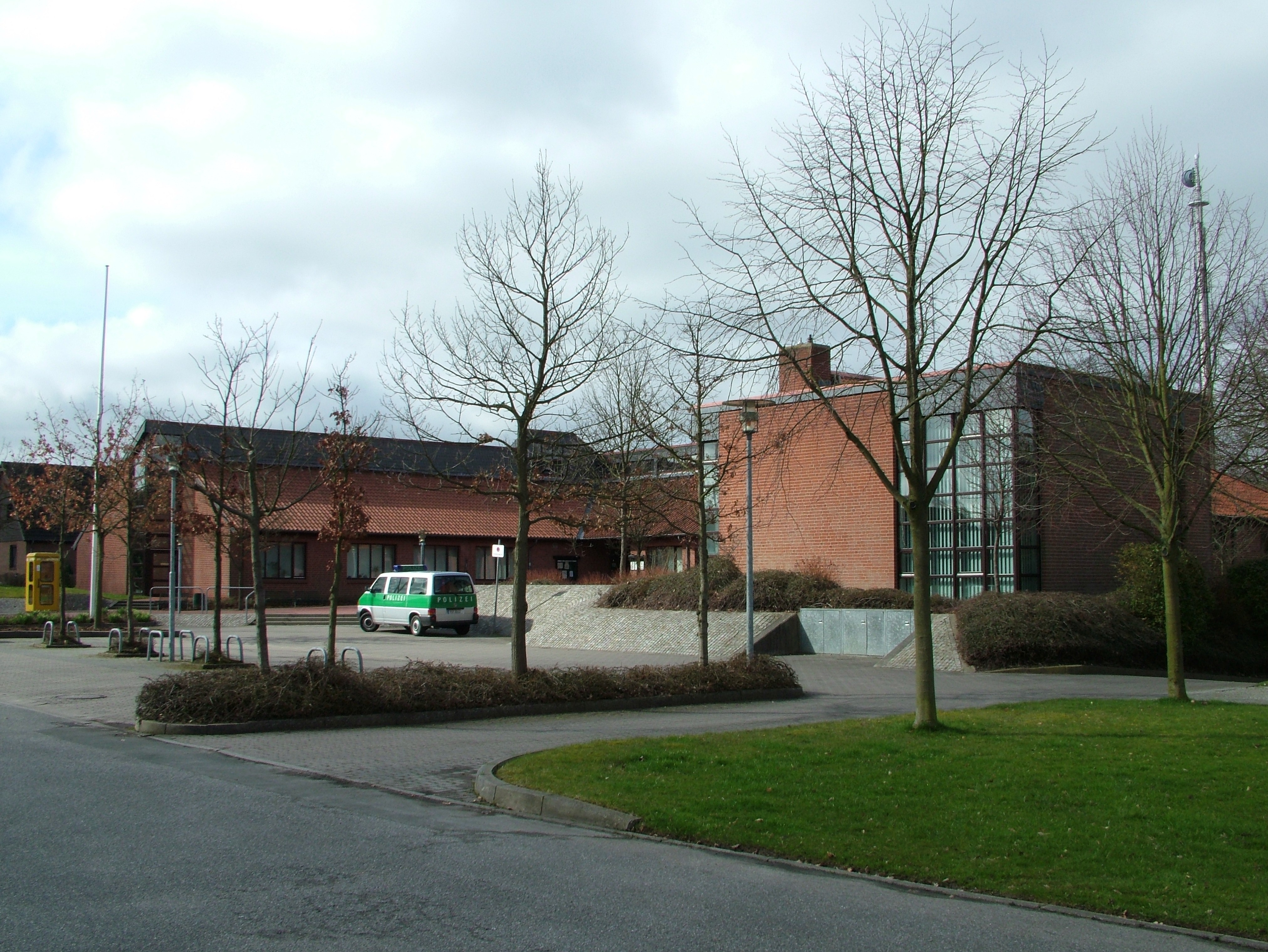
Verwaltungsgebäude im Damper Ortsteil Vogelsang

Das Amt Schwansen war ein Amt im Kreis Rendsburg-Eckernförde in Schleswig-Holstein. Sitz der Amtsverwaltung war Damp.
Das Amt hatte eine Fläche von knapp 130 km² und zuletzt 7000 Einwohner in den Gemeinden
1. Brodersby
2. Damp
3. Dörphof
4. Holzdorf
5. Karby
6. Thumby
7. Waabs
8. Winnemark

Im Zuge der Verwaltungsstrukturreform in Schleswig-Holstein fusionierte das Amt zum 1. Januar 2008 mit den Ämtern Schlei und Windeby zum Amt Schlei-Ostsee.

## Wappen
Blasonierung: „In Blau zwei rotbewehrte, zugewendete silberne schwimmende Schwäne, darüber eine goldene heraldische Krone mit drei roten Edelsteinen.“
Das Amt Schlei-Ostsee übernahm dieses Wappen.